# Katolička Crkva u Njemačkoj
Katolička Crkva u Njemačkoj (njemački: Katholische Kirche in Deutschland) dio je svjetske Katoličke Crkve u zajedništvu s papom, uz pomoć rimske kurije i njemačkih biskupa. Trenutni predsjedatelj biskupske konferencije Njemačke je kardinal Reinhard Marx, nadbiskup Rimokatoličke nadbiskupije München i Freising. Crkva u Njemačkoj podijeljena je u 27 biskupija, od kojih je 7 s rangom metropolija. Svi nadbiskupi i biskupi članovi su Konferencije njemačkih biskupa. Katolička Crkva u Njemačkoj najbogatija je u Europi, zbog crkvenog poreza, kojega moraju uplaćivati svi koje se registriraju kao katolici.
Sekularizacija je imala svoj utjecaj u Njemačkoj, kao i drugdje u Europi; Ipak, 28,9% od ukupnog stanovništva je katoličke vjeroispovijesti (23,761 milijuna ljudi u prosincu 2015.) što je 4% u odnosu na 2000. godinu prije ujedinjenja Savezne Republike Njemačke i Njemačke Demokratske Republike.
Osim demografske vrijednosti, Katolička Crkva u Njemačkoj ima dugo vjersko i kulturno nasljeđe, koje seže u doba sv. Bonifacija, „apostola Njemačke” i prvoga nadbiskupa Mainza, te Karla Velikoga, koji je pokopan u Katedrali u Aachenu. Poznati vjerski objekti Katoličke Crkve u Njemačkoj uključuju: opatiju Ettal, opatiju Maria Laach i Oberammergau.
Katolička Crkva u Njemačkoj također ima jednu od najprepoznatljivijih znamenitosti u zemlji, Katedralu u Kölnu. Ostale značajne katoličke katedrale su u: Freisingu, Mainzu, Fuldi, Paderbornu, Regensburgu, Frankfurtu, Münchenu (Frauenkirche), Berlinu (Katedrala sv Hedvige, uz kriptu Bernharda Lichtenberga), Bambergu i Trieru. 
Iz Katoličke Crkve u Njemačkoj dolazi papa Benedikt XVI. i mnogo vrsnih teologa kao što su: Walter Kasper, Karl Rahner, Toma Kempenac i Matthias Joseph Scheeben.